# Sphenostylis
Genre
Sphenostylis est un genre de plantes à fleurs dicotylédones de la famille des Fabaceae, sous-famille des Faboideae, originaire d'Afrique, qui comprend huit espèces acceptées.

## Liste d'espèces
Selon The Plant List (8 novembre 2018) :
- Sphenostylis angustifolia Sond.
- Sphenostylis briartii (De Wild.) Baker f.
- Sphenostylis erecta (Baker f.) Hutch. ex Baker f.
- Sphenostylis gossweileri Baker f.
- Sphenostylis marginata E.Mey.
- Sphenostylis ornata (Welw. ex Baker) A. Chev.
- Sphenostylis schweinfurthii Harms
- Sphenostylis stenocarpa (A.Rich.) Harms